# Orchestes avellanae

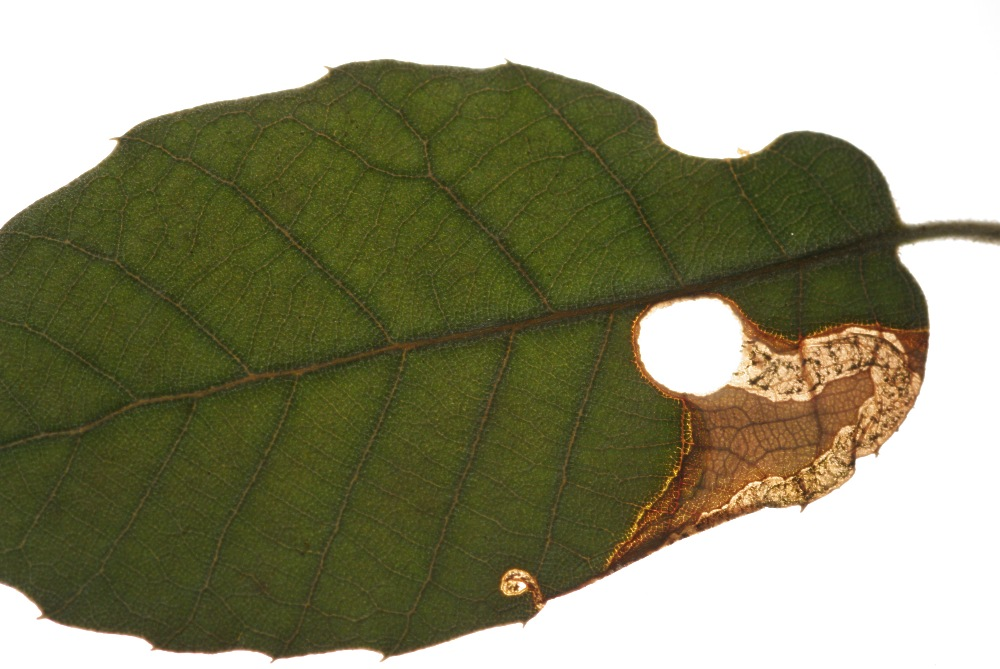
Mine an dem Blatt einer Steineiche

Orchestes avellanae ist ein Käfer aus der Familie der Rüsselkäfer (Curculionidae).

## Merkmale
Die Käfer besitzen eine Körperlänge von 2,4 bis 2,7 mm. Sie besitzen eine schwarze Grundfarbe. Die vordere Hälfte der Flügeldecken ist überwiegend mit weißen Härchen bedeckt. Des Weiteren verläuft im hinteren Drittel der Flügeldecken ein weißes Querband. Die Fühler, Tibien und Tarsen sind gelbbraun. Die Außenkante der Furche auf der Unterseite der hinteren Femora weist eine Reihe zurückgebildeter Zähnchen auf.

## Verbreitung
Die Käferart kommt in weiten Teilen Europas vor. Sie kommt in Mitteleuropa, in Norwegen, Frankreich, England, Italien und im östlichen Balkan sowie im Nahen Osten vor.

## Lebensweise
Die Käfer beobachtet man von April bis September. Man findet sie an Eichen, insbesondere Portugiesische Eiche (Quercus faginea), Steineiche (Quercus ilex) und Stieleiche (Quercus robur). Nach der Überwinterung legen die Weibchen ihre Eier auf Eichenblättern ab. Die Larven bilden eine Mine. Die Larvenentwicklung dauert gewöhnlich von April bis Mai. Die hellgelben Larven verlassen die Mine und verpuppen sich am Boden. Anschließend erscheinen die Imagines der neuen Generation. Die Käferart wurde in der Vergangenheit mit der Gemeinen Hasel (Corylus avellana) in Verbindung gebracht und verdankt diesem Umstand das Artepitethon avellanae.

## Taxonomie
In der Literatur finden sich folgende Synonyme:
- Rhynchaenus avellanae (Donovan, 1797) nec Paykull, 1792
- Rynchaenus scapularis Beck, 1817
- Orchestes signifer Creutzer, 1799
- Rhynchaenus signifer (Creutzer, 1799)
- Orchestes x-album Stephens, 1831
- Curculio avellanae Donovan, 1797
- Curculio salicis Fabricius, 1775
- Curculio hortorum Fabricius, 1792
- Orchestes hortorum (Fabricius, 1792)